# Patrik Hansson
Jan Patrik Hansson (Växjö, 23 settembre 1969) è un allenatore di calcio ed ex calciatore svedese, di ruolo centrocampista.

## Carriera

### Giocatore

#### Club
Hansson cominciò la carriera con la maglia dello Öster, per poi passare ai norvegesi del Brann. Esordì nell'Eliteserien il 3 maggio 1982, nel pareggio a reti inviolate contro il Lillestrøm. Il 16 maggio arrivò la prima rete, nel 3-1 inflitto al Viking. Nel 1993, passò in prestito al Sogndal. Nel 1994 giocò, non la stessa formula, allo Jonsereds. Tornò poi al Brann, ma fu costretto a ritirarsi dall'attività agonistica nel 1996, a causa di alcuni problemi al ginocchio.

#### Nazionale
Conta 10 presenze per la Svezia under 21.

### Allenatore
Il 23 novembre, il Fana ha reso noto d'aver ingaggiato Hansson come nuovo allenatore, in vista del campionato 2017.
In vista della Toppserien 2019, Hansson è stato nominato allenatore del Sandviken. Il 22 luglio 2020, le parti hanno rescisso consensualmente l'accordo che le legava.